# Veronika Doudarova
Veronika Borissovna Doudarova (en russe : Вероника Борисовна Дударова, en ossète : Дудараты Барисы чызг Вероникæ), née le 22 novembre 1916 (5 décembre 1916 dans le calendrier grégorien) à Bakou (Empire russe) et morte le 15 janvier 2009 à Moscou (Russie), est une cheffe d'orchestre soviétique et russe.
Veronika Doudarova est la première femme à diriger un orchestre symphonique au XXe siècle. Elle occupe le poste de cheffe d'orchestre du Moscow State Symphony Orchestra (en) (Orchestre symphonique d'État de Moscou) en 1947 et dirige cet orchestre ainsi que d'autres pendant soixante ans. En 1991, elle fonde l'Orchestre symphonique de Russie.

## Biographie
Veronika Doudarova naît dans une famille de la noblesse ossète. Elle commence à apprendre le piano dès l'âge de cinq ans dans la classe de musique pour enfants prometteurs au sein de l'Académie de musique Hajibeyov de Bakou.
Au début des années 1930, le père de Doudarova est déporté et ses deux sœurs aînées meurent. Sa mère l'emmène vivre à Léningrad où Veronika intègre le Conservatoire Rimski-Korsakov. Son professeur est alors Pavel Serebriakov.
Elle s'installe à Moscou en 1937 et devient élève de Boris Berlin (ru) dans la classe préparatoire du Conservatoire Tchaïkovski de Moscou, menant en même temps une carrière de pianiste de concert. Elle fait ses études au conservatoire, en 1938-1941 et 1945-1947, sous la direction de Leo Ginzburg (en) et Nikolaï Anossov. Elle débute comme cheffe d'orchestre au Théâtre académique de la jeunesse de Russie en 1944.
Morte à Moscou, l'artiste est enterrée au cimetière Troïekourovskoïe.

## Hommages
(9737) Dudarova, l'astéroïde de la ceinture principale, est nommé à son nom.
En 2017, Google crée un Doodle pour célébrer son 101e anniversaire.

## Récompenses, honneurs et distinctions
- 1960 : Artiste du peuple de l'URSS[2]
- 1967 : Ordre de l'Insigne d'honneur
- 1986 : Ordre de la révolution d'Octobre :
- 1996 : Ordre du Mérite pour la Patrie de la IIIe classe
- 2006 : Ordre du Mérite pour la Patrie de la IIe classe

## Discographie
- Miaskovski, Symphonie no 11 - Orchestre symphonique de Moscou (1988, Melodiya) (OCLC 22327065)
- Miaskovski, Symphonie no 6 - Orchestre symphonique de Russie (juillet 1992, Olympia) (OCLC 28174365)
- Kalinnikov, Symphonie no 1 et Symphonie no 2 - Orchestre symphonique de Russie (1992, Olympia) (OCLC 28893436)
- Khatchatourian, Mascarade ; La Veuve de Valence (suite) - Orchestre symphonique de Moscou (Moscow Studio Archives) (OCLC 858641458)